# ReliXIV
ReliXIV — тринадцатый студийный альбом треш-метал-группы Overkill, выпущенный в 2005 году.

## Об альбоме
В названии используется римская цифра 14, так как группа считает свой первый мини-альбом «Overkill» полноценным альбомом. Этот альбом, в отличие от предыдущего, выполнен в новом, более мрачном и «серьёзном» стиле. Звучание альбома больше приближено к трэш-металу; ReliXIV был хорошо воспринят критиками. В альбоме представлена популярная композиция «Old School», которая впоследствии игралась на каждом шоу Overkill. Альбом продался тиражом в 16 000 копий к концу 2007 года.

## Список композиций
| №   | Название             | Длительность |
| --- | -------------------- | ------------ |
| 1.  | «Within Your Eyes»   | 6:06         |
| 2.  | «Love»               | 5:40         |
| 3.  | «Loaded Rack»        | 4:43         |
| 4.  | «Bats in the Belfry» | 4:47         |
| 5.  | «A Pound of Flesh»   | 3:37         |
| 6.  | «Keeper»             | 5:12         |
| 7.  | «Wheelz»             | 5:10         |
| 8.  | «The Mark»           | 5:54         |
| 9.  | «Play the Ace»       | 5:34         |
| 10. | «Old School»         | 3:51         |

## Участники записи
- Бобби «Blitz» Эллсворт — вокал
- Д. Д. Верни — бас-гитара
- Дэйв Линск — ритм-гитара и соло-гитара
- Дерек Тэйлер — ритм-гитара
- Тим Маллар — ударные
- Эдди Транк — радиоведущий на «Old School»
- Записано в октябре — ноябре 2004 года в студии звукозаписи Gear, Шрусбери, Нью-Джерси, США
- Сведение — Джон Д’Ува и Overkill
- Звукоинженеры — Д. Д. Верни, Дэйв Линск и Дейв Манхеймер
- Мастеринг — Роджер Лиан в Masterdisk, Нью-Йорк, США